# Irena Laskarina
Irena Laskarina (Ειρήνη Λασκαρίνα, Eirēnē Laskarina) bila je princeza i carica Bizanta, kći cara Teodora I. Laskarisa i Ane Komnene Anđeline.
Imala je sestru Mariju, preko koje je bila teta Stjepana V., koji je bio kralj Ugarske i Hrvatske.
Irenin je prvi muž bio Andronik Paleolog, koji je bio general. Nakon što je on umro, Irena se udala za cara Ivana III. Duku Vataca.
Ivan i Irena su nakon konzumacije braka dobili sina Teodora II. Laskarisa.
Irena je nakon rođenja sina pala s konja te stoga više nije mogla imati djece. Otišla je u samostan, postavši redovnicom Eugenijom.
Bila je veoma časna te iznimno čedna.